# Otala lactea
Otala lactea, відомий як молочний равлик або іспанський равлик — це великий, їстівний вид наземних равликів, що дихають повітрям, з родини Геліцидних.
Археологічні дослідження на давньоримському місці Волубіліс у Марокко ілюструє доісторичне використання О. lactea людьми у якості їжі.

## Розповсюдження
Цей вид равликів є батьківщиною західного Середземноморського басейну (на Південному Піренейському півострові, Марокко, Алжиру, Балеарських та Канарських островах, Мальті та Корсиці). Він був завезений до Азорських островів, Мадейру, США включаючи Аризону, Каліфорнію, Флориду та Техас, а також Бермуди, Кубу та південний схід Австралії.

## Анатомія
Ця равлик створює і використовує любовні дротики як частину своєї залицяльної поведінки до спаровування. Мушля равлика відіграє важливу роль у його якості життя. Це пояснюється тим, що кальцій, що міститься в раковині равликів, дозволяє здійснювати регенерацію оболонки, якщо оболонка коли-небудь була зламана.

## Практичне використання
Використовується у популярній закусці каракойш у Португалії.